# Dominicaines missionnaires de Notre-Dame de la Délivrande
Les Dominicaines missionnaires de Notre-Dame de la Délivrande sont une congrégation religieuse féminine enseignante et hospitalière de droit pontifical. 

## Histoire
La congrégation est fondée le 2 février 1868 au Morne-Rouge sur l'île de la Martinique par Laure Sabès (1841-1911) en religion Mère Marie de la Providence. Le nom de la communauté vient de l'église Notre-Dame-de-la-Délivrande du Morne-Rouge, lieu de pèlerinage. 
La famille religieuse risque d'être dissoute par les autorités civiles et ecclésiastiques, mais en 1884, Amand-Joseph Fava, évêque de Grenoble, qui avait connu la congrégation quand il était évêque de Martinique, invite les religieuses à se déplacer en Europe et les aide en 1891 à fonder des succursales également en Égypte.
Après l'approbation des lois anti-congrégationnistes en France, les sœurs se réfugient principalement en Italie ; à partir de 1911, l'institut connaît une nouvelle floraison et se propage en Afrique du Nord et au Moyen-Orient.
L'institut reçoit le décret de louange le 7 mars 1928, il est agrégé à l'ordre des Prêcheurs le 22 novembre 1941 et approuvé définitivement par le Saint-Siège le 11 janvier 1943.

## Activités et diffusion
Les religieuses se consacrent à l'enseignement et aux soins des malades.
La maison-mère est à Saint-Martin-d'Hères.
En 2017, la congrégation comptait 78 religieux dans 15 maisons.